# 迪納利自治市鎮

迪納利自治市鎮在阿拉斯加州的位置

迪納利自治市鎮（英語：Denali Borough）是美國阿拉斯加州一個自治市鎮。面積33,086平方公里。根據美國2000年人口普查，共有人口1,398人。鎮治希利（Healy）。唯一的建制區為安德森（Anderson）。
成立於1990年，名字來自位於本鎮的迪納利峰（海拔6194公尺），是北美洲最高點，也是美國的最高峰。